# Giochi della XXVI Olimpiade
I Giochi della XXVI Olimpiade (in inglese: Games of the XXVI Olympiad), noti anche come Atlanta 1996, si tennero ad Atlanta, negli Stati Uniti d'America, dal 19 luglio al 4 agosto 1996.
Presero parte ai Giochi 197 paesi. 12 nazioni dell'ex URSS parteciparono per la prima volta come stati indipendenti: Armenia, Azerbaigian, Bielorussia, Georgia, Kazakistan, Kirghizistan, Moldavia, Russia, Tagikistan, Turkmenistan, Ucraina e Uzbekistan. A causa di ciò, e anche per il notevole numero di partecipanti, 14 paesi conquistarono per la prima volta una medaglia olimpica.
Il medagliere premiò gli Stati Uniti, primi con 101 medaglie (44 ori), seguiti dalla Russia con 63 (26 ori).
Come era successo in precedenza a Città del Messico e a Monaco di Baviera, la manifestazione olimpica venne funestata da un attentato terroristico: nel Parco olimpico, il Centennial Olympic Park, esplose una bomba, causando due morti e 111 feriti. La bomba fu messa da Eric Rudolph, un suprematista bianco.

## Assegnazione
L’assegnazione delle Olimpiadi del 1996 si svolse durante il 91º congresso del CIO, svoltosi a Tokyo il 18 settembre 1990. Erano candidate complessivamente 6 città: Atlanta (USA), Atene (Grecia), Manchester (Regno Unito), Melbourne (Australia), Belgrado (Jugoslavia) e Toronto (Canada).
Durante le prime votazioni Atene sembrò prevalere sulle altre candidate, ma venne superata da Atlanta durante le ultime due votazioni. Molti commentatori criticarono l'assegnazione delle "Olimpiadi del Centenario" alla città statunitense, ritenendo che sarebbe stato più opportuno darla alla capitale greca per ragioni simboliche, essendosi lì tenuti i primi Giochi olimpici dell'era moderna.
Il CIO preferì Atlanta, capitale dello Stato americano della Georgia, principalmente per motivi economici: la città americana ospita la sede centrale della Coca-Cola, lo storico sponsor dei Giochi, ed era inoltre considerata economicamente più sicura di Atene. Si tratta della quarta assegnazione dei Giochi olimpici estivi ad una città statunitense dopo Saint Louis nel 1904 e Los Angeles nel 1932 e nel 1984.
| Città      | Nazione     | 1º giro | 2º giro | 3º giro | 4º giro | 5º giro |
| ---------- | ----------- | ------- | ------- | ------- | ------- | ------- |
| Atlanta    | Stati Uniti | 19      | 20      | 26      | 34      | 51      |
| Atene      | Grecia      | 23      | 23      | 26      | 30      | 35      |
| Toronto    | Canada      | 14      | 17      | 18      | 22      | —       |
| Melbourne  | Australia   | 12      | 21      | 16      | —       | —       |
| Manchester | Regno Unito | 11      | 5       | —       | —       | —       |
| Belgrado   | Jugoslavia  | 7       | —       | —       | —       | —       |

## Sviluppo e preparazione

### Organizzazione
I preparativi per le Olimpiadi sono durati più di sette anni e hanno avuto un impatto economico di almeno 5,14 miliardi di dollari. Ad Atlanta sono arrivati oltre due milioni di visitatori e circa 3,5 miliardi di persone in tutto il mondo hanno guardato almeno alcuni degli eventi in televisione. Sebbene segnati dalla tragedia dell'attentato al Centennial Olympic Park, i Giochi furono un successo finanziario, in parte dovuto ai contratti per i diritti televisivi e alle sponsorizzazioni a livelli record.
Atlanta ha anche stabilito un nuovo record per il maggior numero di biglietti venduti complessivamente (8,3 milioni), mantenendolo fino al 2024.

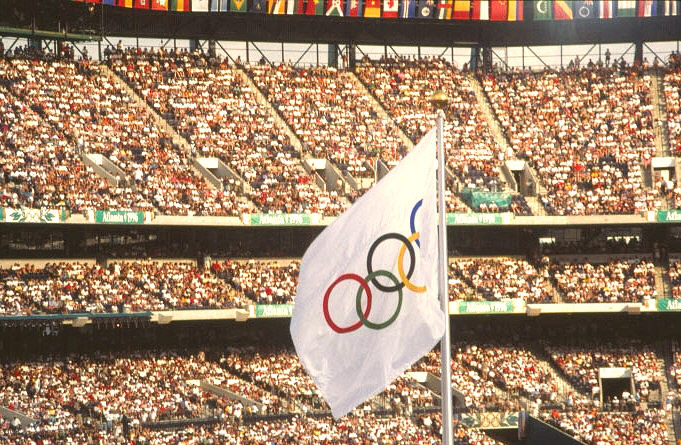
La bandiera olimpica nello stadio

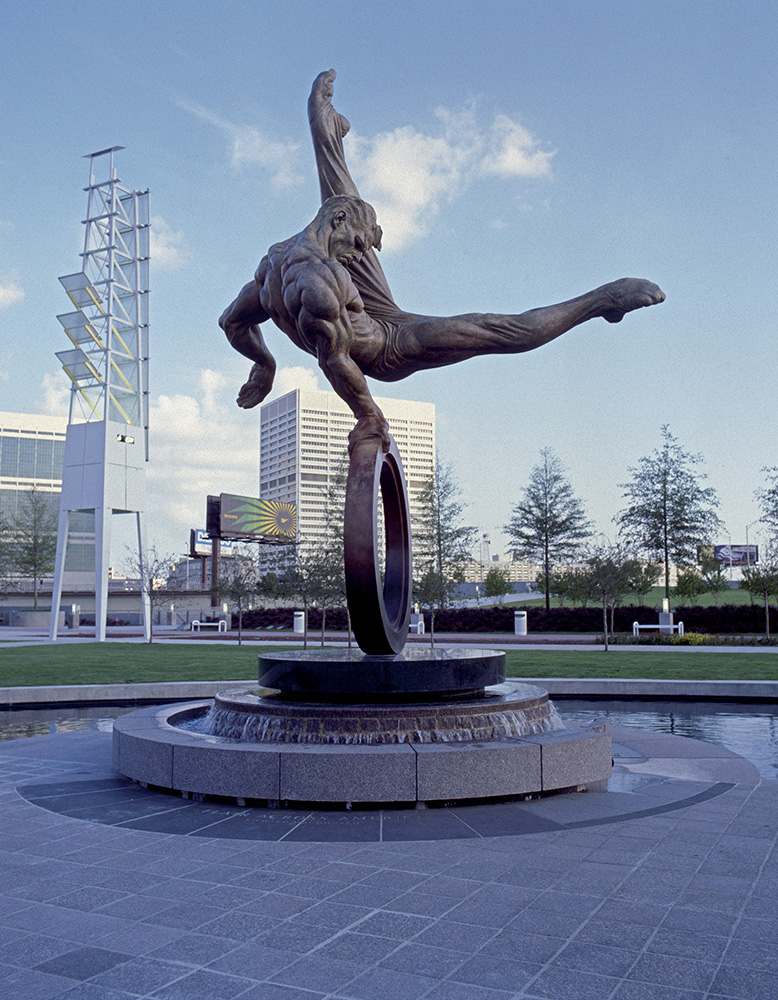
The Flair, una statua commissionata allo scultore Richard MacDonald per commemorare l'evento

### Sedi di gara
- Alexander Memorial Coliseum – Boxe
- Atlanta Fulton County Stadium – Baseball
- Centennial Olympic Stadium –Ceremonie Apertura/Chiusura, Atletica
- Citrus Bowl (Orlando (Florida)) – Calcio
- Clayton County International Park (Jonesboro, Georgia) – Beach Volley
- Forbes Arena – Basket
- Georgia Dome – Basket (finale), Ginnastica (artistica), Pallamano (finale uomini)
- Georgia International Horse Park (Conyers, Georgia) – Ciclismo, Pentathlon moderno
- Georgia State University Sports Arena – Badminton
- Georgia Tech Aquatic Center – Tuffi, Pentathlon modern (swimming), nuoto, nuoto sincronizzato, Pallanuoto
- Georgia World Congress Center –Pallamano, Judo, Pentathlon moderno, Tennis da tavolo,
- Golden Park (Columbus, Georgia) – Softball
- Herndon Stadium – Hockey su prato (finale)
- Lago Lanier (Gainesville, Georgia) – Canoa (sprint),
- Legion Field (Birmingham, Alabama) – Calcio
- Miami Orange Bowl (Miami (Florida)) – Calcio
- Omni Coliseum – Volley (finale)
- Ocoee Whitewater Center (Polk County, Tennessee) – Canoa (slalom)
- Panther Stadium –Hockey su prato
- RFK Stadium (Washington) – Calcio
- Stone Mountain Tennis Center (Stone Mountain, Georgia) – Tennis
- Stone Mountain Park Archery Center (Stone Mountain, Georgia) – Arco
- Stone Mountain Park Velodrome (Stone Mountain, Georgia) – Ciclismo
- Sanford Stadium (Athens, Georgia) – Calcio (finale)
- Stegeman Coliseum (Athens, Georgia) – Ginnastica (ritmica), Volley
- Wassaw Sound (Savannah, Georgia) – Vela

### Simboli
Izzy, la mascotte dell'Olimpiade del Centenario, è una figura astratta divenuta molto popolare negli USA durante l'Olimpiade.

## I Giochi

### Paesi partecipanti

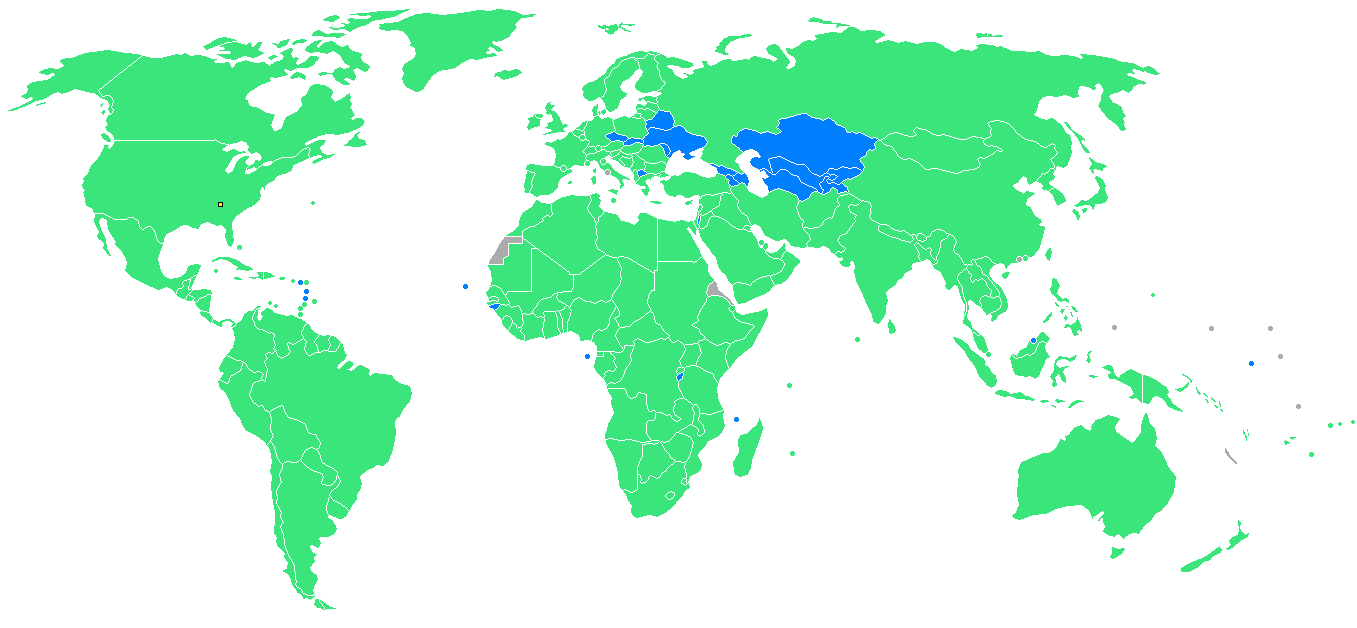
I partecipanti alle Olimpiadi estive 1996:
In BLU le nazioni partecipanti per la prima volta.
In VERDE le nazioni che partecipano e che hanno partecipato alle altre edizioni.
Il QUADRATO GIALLO è la città ospitante (Atlanta).

A questa edizione dei Giochi olimpici hanno partecipato 197 paesi. La lista segue l'ordine alfabetico.
- Albania
- Afghanistan
- Algeria
- Andorra
- Angola
- Antille Olandesi
- Arabia Saudita
- Argentina
- Armenia
- Aruba
- Australia
- Austria
- Azerbaigian
- Bahamas
- Bangladesh
- Barbados
- Belgio
- Belize
- Benin
- Bermuda
- Bhutan
- Bielorussia
- Birmania
- Bolivia
- Bosnia ed Erzegovina
- Botswana
- Brasile
- Bahrein
- Bulgaria
- Burkina Faso
- Burundi
- Cambogia
- Camerun
- Canada
- Capo Verde
- Ciad
- Cile
- Cina
- Cipro
- Colombia
- Comore
- Corea del Nord
- Corea del Sud
- Costa Rica
- Costa d'Avorio
- Croazia
- Cuba
- Danimarca
- Dominica
- Ecuador
- Egitto
- El Salvador
- Emirati Arabi Uniti
- Estonia
- Etiopia
- Figi
- Filippine
- Finlandia
- Francia
- Gabon
- Gambia
- Georgia
- Germania
- Ghana
- Giamaica

- Giappone
- Gibuti
- Giordania
- Gran Bretagna
- Grecia
- Grenada
- Guam
- Guatemala
- Guinea
- Guinea-Bissau
- Guinea Equatoriale
- Guyana
- Haiti
- Honduras
- Hong Kong
- India
- Indonesia
- Iran
- Iraq
- Irlanda
- Islanda
- Isole Cayman
- Isole Cook
- Isole Salomone
- Isole Vergini Americane
- Isole Vergini Britanniche
- Israele
- Italia
- Jugoslavia
- Kazakistan
- Kenya
- Kirghizistan
- Kuwait
- Laos
- Lesotho
- Lettonia
- Libano
- Liberia
- Libia
- Liechtenstein
- Lituania
- Lussemburgo
- Macedonia
- Madagascar
- Malawi
- Malaysia
- Maldive
- Mali
- Malta
- Marocco
- Mauritania
- Mauritius
- Messico
- Moldavia
- Monaco
- Mongolia
- Mozambico
- Namibia
- Nauru
- Nepal
- Nicaragua
- Niger
- Nigeria
- Norvegia
- Nuova Zelanda

- Oman
- Paesi Bassi
- Pakistan
- Palestina
- Panama
- Papua Nuova Guinea
- Paraguay
- Perù
- Polonia
- Portogallo
- Porto Rico
- Qatar
- Rep. Ceca
- Rep. Centrafricana
- Rep. del Congo
- Rep. Dominicana
- Romania
- Ruanda
- Russia
- Saint Kitts e Nevis
- Saint Lucia
- Saint Vincent e Grenadine
- Samoa Americane
- Samoa
- San Marino
- São Tomé e Príncipe
- Senegal
- Seychelles
- Sierra Leone
- Singapore
- Siria
- Slovacchia
- Slovenia
- Somalia
- Spagna
- Sri Lanka
- Stati Uniti
- Sudafrica
- Sudan
- Suriname
- Svezia
- Svizzera
- Swaziland
- Tagikistan
- Taipei cinese
- Tanzania
- Thailandia
- Togo
- Tonga
- Trinidad e Tobago
- Tunisia
- Turchia
- Turkmenistan
- Ucraina
- Uganda
- Ungheria
- Uruguay
- Uzbekistan
- Vanuatu
- Venezuela
- Vietnam
- Yemen
- Zaire
- Zambia
- Zimbabwe

### Discipline
| Disciplina                                                         | Maschile | Femminile | Misti | Totali   |
| ------------------------------------------------------------------ | -------- | --------- | ----- | -------- |
| Atletica leggera                                                   | 24       | 20        |       | 44       |
| Badminton                                                          | 2        | 2         | 1     | 5        |
| Baseball                                                           | 1        |           |       | 1        |
| Calcio                                                             | 1        | 1         |       | 2        |
| Canoa/kayak • Canoa/kayak (in acque libere) • Canoa/kayak (slalom) | 12 9 3   | 4 3 1     |       | 16 12 4  |
| Canottaggio                                                        | 8        | 6         |       | 14       |
| Ciclismo • Ciclismo su strada • Ciclismo su pista • Mountain bike  | 8 2 5 1  | 6 2 3 1   |       | 14 4 8 2 |
| Equitazione • Salto ad ostacoli • Dressage • Concorso completo     |          |           | 6 2   | 6 2      |
| Ginnastica • Ginnastica artistica • Ginnastica ritmica             | 8        | 8 6 2     |       | 16 14 2  |
| Hockey su prato                                                    | 1        | 1         |       | 2        |
| Judo                                                               | 7        | 7         |       | 14       |
| Lotta • Lotta stile libero • Lotta greco-romana                    | 20 10    |           |       | 20 10    |

| Disciplina                                                                 | Maschile  | Femminile | Misti | Totali    |
| -------------------------------------------------------------------------- | --------- | --------- | ----- | --------- |
| Nuoto e sport acquatici • Nuoto • Tuffi • Nuoto sincronizzato • Pallanuoto | 19 16 2 1 | 21 16 2 1 |       | 40 32 4 2 |
| Pallacanestro                                                              | 1         | 1         |       | 2         |
| Pallamano                                                                  | 1         | 1         |       | 2         |
| Pallavolo • Beach volley • Pallavolo                                       | 2 1       | 2 1       |       | 4 2       |
| Pentathlon moderno                                                         | 1         |           |       | 1         |
| Pugilato                                                                   | 12        |           |       | 12        |
| Scherma                                                                    | 6         | 4         |       | 10        |
| Softball                                                                   |           | 1         |       | 1         |
| Sollevamento pesi                                                          | 10        |           |       | 10        |
| Tennis                                                                     | 2         | 2         |       | 4         |
| Tennis tavolo                                                              | 2         | 2         |       | 4         |
| Tiro a segno/volo • Carabina • Pistola • Tiro al piattello                 | 10 3 4    | 5 2 1     |       | 15 5      |
| Tiro con l'arco                                                            | 2         | 2         |       | 4         |
| Vela                                                                       | 6         | 4         |       | 10        |
| Totale (26 sport)                                                          | 166       | 100       | 7     | 273       |

### Calendario degli eventi
| ● | Cerimonia di apertura |  | Competizioni |  | Finali | G | Galà della ginnastica | ● | Cerimonia di chiusura |

| Luglio/Agosto 1996   | Luglio/Agosto 1996   | Ven 19 | Sab 20 | Dom 21 | Lun 22 | Mar 23 | Mer 24 | Gio 25 | Ven 26 | Sab 27 | Dom 28 | Lun 29 | Mar 30 | Mer 31 | Gio 1 | Ven 2 | Sab 3 | Dom 4 | Totale |
| -------------------- | -------------------- | ------ | ------ | ------ | ------ | ------ | ------ | ------ | ------ | ------ | ------ | ------ | ------ | ------ | ----- | ----- | ----- | ----- | ------ |
| Ceremonia d'apertura | Ceremonia d'apertura | ●      |        |        |        |        |        |        |        |        |        |        |        |        |       |       |       | ●     | N.D.   |
| Sport acquatici      | Tuffi                |        |        |        |        |        |        |        | ●      | 1      | ●      | 1      | ●      | 1      | ●     | 1     |       |       | 37     |
| Sport acquatici      | Nuoto                |        | 4      | 4      | 5      | 5      | 4      | 5      | 5      |        |        |        |        |        |       |       |       |       | 37     |
| Sport acquatici      | Nuoto artistico      |        |        |        |        |        |        |        |        |        |        |        | ●      |        |       | 1     |       |       | 37     |
| Sport acquatici      | Pallanuoto           |        | ●      | ●      | ●      | ●      | ●      |        | ●      | ●      | 1      |        |        |        |       |       |       |       | 37     |
| Tiro con l'arco      | Tiro con l'arco      |        |        |        |        |        |        |        |        |        | ●      | ●      | ●      | 1      | 1     | 2     |       |       | 4      |
| Atletica leggera     | Atletica leggera     |        |        |        |        |        |        |        | 2      | 4      | 5      | 8      |        | 5      | 4     | 6     | 9     | 1     | 44     |
| Badminton            | Badminton            |        |        |        |        |        | ●      | ●      | ●      | ●      | ●      | ●      | ●      | 2      | 3     |       |       |       | 5      |
| Baseball/Softball    |                      |        |        |        |        |        |        |        |        |        |        |        |        |        |       |       |       |       |        |
| Baseball             |                      | ●      | ●      | ●      | ●      | ●      | ●      |        | ●      | ●      | ●      | ●      |        | ●      | 1     |       |       | 2     |        |
| Softball             |                      |        | ●      | ●      | ●      | ●      | ●      | ●      | ●      |        | ●      | 1      |        |        |       |       |       | 2     |        |
| Pallacanestro        | Pallacanestro        |        | ●      | ●      | ●      | ●      | ●      | ●      | ●      | ●      | ●      | ●      | ●      | ●      | ●     | ●     | 1     | 1     | 2      |
| Pugilato             | Pugilato             |        | ●      | ●      | ●      | ●      | ●      | ●      | ●      | ●      | ●      |        | ●      | ●      | ●     | ●     | 6     | 6     | 12     |
| Canoa/kayak          | Canoa slalom         |        |        |        |        |        |        |        |        | 2      | 2      |        |        |        |       |       |       |       | 16     |
| Canoa/kayak          | Canoa velocità       |        |        |        |        |        |        |        |        |        |        |        | ●      | ●      | ●     | ●     | 6     | 6     | 16     |
| Ciclismo             | Ciclismo su strada   |        |        | 1      |        |        |        |        |        |        |        |        |        | 1      |       |       | 2     |       | 11     |
| Ciclismo             | Ciclismo su pista    |        |        |        |        |        | 1      | 1      |        | 2      | 4      |        |        |        |       |       |       |       | 11     |
| Ciclismo             | BMX                  |        |        |        |        |        |        |        |        |        |        |        | 1      | 1      |       |       |       |       | 11     |
| Equitazione          | Equitazione          |        |        | ●      | ●      | ●      | 1      | ●      | 1      | ●      | 1      | ●      |        | ●      | 1     |       | 1     | 1     | 6      |
| Scherma              | Scherma              |        | 1      | 2      | 2      | 1      | 2      | 2      |        |        |        |        |        |        |       |       |       |       | 10     |
| Hockey su prato      | Hockey su prato      |        | ●      | ●      | ●      | ●      | ●      | ●      | ●      | ●      | ●      | ●      | ●      | ●      | 1     | 1     |       |       | 2      |
| Calcio               | Calcio               |        | ●      | ●      | ●      | ●      | ●      | ●      |        | ●      | ●      |        | ●      | ●      | 1     | ●     | 1     |       | 2      |
| Ginnastica           | Ginnastica artistica |        | ●      | ●      | 1      | 1      | 1      | 1      |        |        | 5      | 5      |        |        |       |       |       |       | 16     |
| Ginnastica           | Ginnastica ritmica   |        |        |        |        |        |        |        |        |        |        |        |        |        | ●     | 1     | ●     | 1     | 16     |
| Pallamano            | Pallamano            |        |        |        |        |        | ●      | ●      | ●      | ●      | ●      | ●      | ●      | ●      | ●     | ●     | 1     | 1     | 2      |
| Judo                 | Judo                 |        | 2      | 2      | 2      | 2      | 2      | 2      | 2      |        |        |        |        |        |       |       |       |       | 14     |
| Pentathlon moderno   | Pentathlon moderno   |        |        |        |        |        |        |        |        |        |        |        | 1      |        |       |       |       |       | 1      |
| Canottaggio          | Canottaggio          |        |        | ●      | ●      | ●      | ●      | ●      | ●      | 7      | 7      |        |        |        |       |       |       |       | 14     |
| Vela                 | Vela                 |        |        |        | ●      | ●      | ●      | ●      | ●      | ●      | ●      | 4      | 1      | 2      | 2     | 1     |       |       | 10     |
| Tiro                 | Tiro                 |        | 2      | 2      | 1      | 2      | 2      | 2      | 2      | 2      |        |        |        |        |       |       |       |       | 15     |
| Tennistavolo         | Tennistavolo         |        |        |        |        | ●      | ●      | ●      | ●      | ●      | ●      | 1      | 1      | 1      | 1     |       |       |       | 4      |
| Tennis               | Tennis               |        |        |        |        | ●      | ●      | ●      | ●      | ●      | ●      | ●      | ●      | ●      | ●     | 2     | 2     |       | 4      |
| Pallavolo            | Beach volley         |        |        |        |        | ●      | ●      | ●      | ●      | 1      | 1      |        |        |        |       |       |       |       | 4      |
| Pallavolo            | Pallavolo            |        | ●      | ●      | ●      | ●      | ●      | ●      | ●      | ●      | ●      | ●      | ●      | ●      | ●     | ●     | 1     | 1     | 4      |
| Sollevamento pesi    | Sollevamento pesi    |        | 1      | 1      | 1      | 1      | 1      |        | 1      | 1      | 1      | 1      | 1      |        |       |       |       |       | 10     |
| Lotta                | Lotta                |        | ●      | 5      | ●      | 5      |        |        |        |        |        |        | ●      | 5      | ●     | 5     |       |       | 20     |
| Medaglie             | Medaglie             |        | 10     | 17     | 12     | 17     | 14     | 13     | 13     | 20     | 27     | 20     | 7      | 18     | 14    | 21    | 30    | 18    | 271    |
| Luglio/Agosto 1996   | Luglio/Agosto 1996   | Ven 19 | Sab 20 | Dom 21 | Lun 22 | Mar 23 | Mer 24 | Gio 25 | Ven 26 | Sab 27 | Dom 28 | Lun 29 | Mar 30 | Mer 31 | Gio 1 | Ven 2 | Sab 3 | Dom 4 | Totale |

### Attacco terroristico
Le Olimpiadi del 1996 furono rovinate dall'attentato al Centennial Olympic Park, avvenuto il 27 luglio. La guardia di sicurezza Richard Jewell scoprì la prima bomba e allertò immediatamente le forze dell'ordine, aiutando a evacuare quante più persone possibile dall'area prima che esplodesse. Sebbene le azioni rapide di Jewell siano accreditate per aver salvato molte vite, l'attentato uccise la spettatrice Alice Hawthorne, ne ferì altre 111 e causò la morte di Melih Uzunyol per un attacco di cuore. Jewell fu successivamente considerato sospettato dell'attentato ma non fu mai accusato e fu scagionato nell'ottobre 1996.
Il fuggitivo Eric Rudolph è stato arrestato nel maggio 2003 e accusato dell'attentato al Parco Olimpico, nonché degli attentati a due cliniche per aborti e ad una discoteca gay.

## Risultati

### Medagliere
Queste sono le prime 10 posizioni del medagliere:
  Paese ospitante
| Pos. | Paese         | Oro | Argento | Bronzo | Totale |
| ---- | ------------- | --- | ------- | ------ | ------ |
| 1    | Stati Uniti   | 44  | 32      | 25     | 101    |
| 2    | Russia        | 26  | 21      | 16     | 63     |
| 3    | Germania      | 20  | 18      | 27     | 65     |
| 4    | Cina          | 16  | 22      | 12     | 50     |
| 5    | Francia       | 15  | 7       | 15     | 37     |
| 6    | Italia        | 13  | 10      | 12     | 35     |
| 7    | Australia     | 9   | 9       | 23     | 41     |
| 8    | Cuba          | 9   | 8       | 8      | 25     |
| 9    | Ucraina       | 9   | 2       | 12     | 23     |
| 10   | Corea del Sud | 7   | 15      | 5      | 27     |

### I protagonisti
- Michael Johnson realizzò una storica doppietta vincendo sui 200 e 400 metri piani e stabilendo anche un nuovo straordinario record mondiale sui 200 metri: 19" e 32.
- Carl Lewis conquistò nel salto in lungo la sua quarta vittoria olimpica consecutiva e portò a 9 il totale di medaglie d'oro olimpiche vinte in carriera.
- Muhammad Ali stupì il mondo apparendo come ultimo tedoforo durante la cerimonia di apertura nonostante il forte tremore causato dalla malattia di Parkinson; con l'occasione gli venne riconsegnata la medaglia d'oro, vinta a Roma nel 1960, che egli aveva gettato in un fiume per protesta verso la discriminazione razziale.

## Accoglienza
Alla cerimonia di chiusura, il presidente del CIO Juan Antonio Samaranch ha detto nel suo discorso di chiusura: "Ben fatto, Atlanta" e ha semplicemente definito i Giochi "i più eccezionali". Ciò ha rotto un precedente per Samaranch, che tradizionalmente aveva etichettato ogni Giochi "le migliori Olimpiadi di sempre" ad ogni cerimonia di chiusura, una pratica che ha ripreso ai successivi Giochi invernali di Nagano nel 1998.